# Ярентовське-Поле
Ярентовське-Поле (пол. Jarentowskie Pole) — село в Польщі, у гміні Хотча Ліпського повіту Мазовецького воєводства.
Населення — 181 особа (2011).
У 1975-1998 роках село належало до Радомського воєводства.

## Демографія
Демографічна структура станом на 31 березня 2011 року:
|          | Загалом | Допрацездатний вік | Працездатний вік | Постпрацездатний вік |
| -------- | ------- | ------------------ | ---------------- | -------------------- |
| Чоловіки | 89      | 11                 | 62               | 16                   |
| Жінки    | 92      | 12                 | 46               | 34                   |
| Разом    | 181     | 23                 | 108              | 50                   |